# Knúkur
El Knúkur és una muntanya de 392 metres, el punt més alt de l'illa de Skúvoy a les illes Fèroe.